# ガラクタ通りのステイン
『ガラクタ通りのステイン』（ガラクタどおりのステイン）は、増田龍治原作・監督の3DCGアニメーションのシリーズである。

## 概要
キッズステーションで2002年12月31日22時50分から23時30分に先行放送の後、2003年1月6日から4月7日まで、毎週月・火・水曜日の12時00分に放送。ブラジルのカートゥーンネットワーク（ラテンアメリカ）でも放送。2008年8月4日から8月26日までtvkでも放送されていた。ファニメーションも制作に携わっており、アメリカ合衆国やカナダ向けのDVDをリリースしている。エピソード4話では極楽鳥を何度も切られて食べるシーンなったためこの回は末放送となった。
プロデュースはコガシュンスケが、キャラクターデザインは増田若子がそれぞれ担当。
各回は約7分（エピソード9•11•13話については約7分50秒）で、ステインが物を拾ってくることがきっかけとなって始まる、がらくたに満ちた通りを舞台にした超現実的な冒険を描いている。各回タイトルは、ステインや猫のパルバンが拾ってくるものの名称から来ている。
キャラクターボイスを担当する声優は存在しているが会話がなく、BGMと効果音だけで、ルーニー・テューンズ的に展開する。各回エンディングクレジットでは、キャラクターの姿が英語名と日本語名と共に現れ、登場人物が楽しそうに踊るところで締めくくられる。

## 登場人物

### ガラクタ通りの住人たち
ステイン（STAIN）
声 - うすいたかやす
本作の主人公。男性。33歳。ガラクタ通りにやってきた理由は不明。靴や靴下を窮屈に感じてしまい、いつも裸足で歩いている。ガラクタをあさるのが趣味で、綺麗に光ったり綺麗な音を出すガラクタが好き。
性格は、デリケートでシャイ、あまり他者との交流を望まないが、社会という集団の中からそっと離れて暮らしたいのであって、本当の孤独を嫌う。ガラクタ通りに住み着いて2年になるが、表の大通り（外の世界）には、ほとんど出かけない。
ふくれ顔ステイン（SWELLED STAIN）
第八話「リモコンロボット」でロボットS1-T3を飛ばそうとして苦労している時に登場。風船を膨らまそうとして空気が口中に逆流してしまった状態。このステインのように変化したキャラクターは何故か別キャラクター扱いでEDで紹介される。
格好いいステイン（HANDSOME STAIN）
第十四話「ハーモニカ」に登場。ステインの格好いい部分の集大成で鏡から出現。その性格はステインのそれをベースにした物だが、かっこ良さを鼻にかけ他人を見下す傾向にある。最後は鏡の世界に戻った。
パルバン（PALVAN）
猫科で性別はオス。年齢不詳。仔猫の時にガラクタ通りに捨てられた。その当時はかわいい仔猫だったのだが、様々な経験を積んで愛想のない巨大猫へと成長し、二足歩行も覚えた。
ガラクタ通りでは、もっとも力のある存在なので、他の猫のように足音を隠す必要はない。胸に「恨」という漢字をつけているが、いつから付けられたものなのか詳しく知る者はいない。噂では、母を殺されたから、人間に虐待されたから、食べ物を横から奪われたからなどなど、さまざまなことを言われているが、そのどれもが憶測の域を出ていない。
時々、ガラクタ通りから外に出て、人家にあがりこんでいる時がある。
顔なしパルバン（FACELESS PALVAN）
第五話「クレヨン」に登場。クレヨンによって描かれたパルバンの絵の顔が千切れて無くなった際にパルバンにそれが反映された物。顔の穴は一種のブラックホールになっており、怒りにまかせてステインを飲み込もうとする。ステインの手で新たに描き直されていくことで徐々に修復されていくが・・・。
ハーフクレイ（HALF CLAY、HALF PALVAN）
第十一話「粘土」に登場。ステインの顔を象った粘土像を頭に被せられ、粘土に意識を乗っ取られたパルバン。
クレイ（粘土）ステイン（CLAY STAIN）
第十一話「粘土」に登場。ハーフクレイから更にパルバンの全身が粘土に覆われ、ステインの全身像になった。ステインと友達になるも、雨と共に粘土が流れ落ちることで消えていった。
パイロン（PYLON）
ガラクタ通りに棲みついているヤシガニ。ヤシガニは、ヤドカリの一種でありながらもともと殻をかぶらない性質なのだが、この種のヤシガニは臆病な性格のためか工事用のパイロン（スコッチコーン）を常にかぶっている。群れをなして暮らしており、一匹のパイロンはそれほど危険ではないが、身の危険を感じると一列に並んで殻の中に閉じこもり、その並んだ列の向こうからはしばしば誘導されてきた自動車やバイクが突っ込んでくる。
この車を誘導するパイロン独自の技を南方の島々では「タムタム」と呼んでいる。現代ではその言葉の意味を明確にできないのだが、「車も友達」という語彙を含んでいる。
食用としてはかなり美味だが捕獲するのが困難であるため、捕獲するならば群れから離れて一匹だけになった「はぐれパイロン」を狙うしかない。なお、ガラクタ通りで見つかったパイロンの最大級は5メートルにもおよぶ。このときは、さすがに誰も捕獲しようとは考えなった。
指輪トカゲ（RINGS）
第2話登場　首に指輪をかけて二本足で歩くトカゲを「指輪トカゲ」と呼ぶ。学名は、RINGS。つまり、指輪トカゲとは単体を意味する言葉ではなく、この種のトカゲの総称である。メスはピンク色で頭にリボンをつけている。メスの中には指輪をつけていないものもいる。
性格は呑気で、あまり深いことは考えていない。背びれは缶切り代わりになるほど鋭く硬い。
クビワイヌ（SQUEEZED DOG）
第7話登場　仔犬の頃に、首輪をはめられた状態でガラクタ通りに捨てられた犬。年を経て成長するごとに首輪がのどをしめつけていく。首輪はかなり強固なものらしく、色んな手を試したが、なかなか取れない。本人は「これも運命」として受け入れてはいるが、息苦しい状態が続くとついつい泣いてしまう。そんな時は、友人のフクロザルが静かに背中をさする。常に死と隣り合わせに暮らしているせいか、生命に対してやさしい。
レギュラーキャラだが、登場話数は7、9、14話と数が少ない上、登場する尺も短い。
フクロザル（MASKED MONKEY）
第7話登場　サルと言われているが、いつも袋を被っているために本当にサルかどうかは定かではない。体には、いじめられたと思われるペンキの跡がついている。そんな体験のせいか、いつもはとても気弱な性格で常に何かに脅えている。しかし、袋を頭からかぶって頭を覆い隠すと、気性の激しさが表に出るようで、覗いた片目からは、世の中に対する怒りのようなものを発して自分の奥底に眠る殺意をあらわにすることにより少しは強気になれる。しかし、喧嘩になるとすぐに逃げ去ってしまう。クビワイヌは、唯一の友人。
レギュラーキャラだが、クビワイヌと共に登場話数は7、9、14話と数が少ない上、登場する尺も短い。

### ゲストキャラクター
イートン（EATEN）
第一話「卵」に登場。南米のアマゾン川に生息している水陸両性のナマズ。ペットとして卵のまま輸入されたものが、ガラクタ通りに捨てられた。
食欲旺盛で、口に入るものなら何でも食べてしまう。もちろん、そこに悪気があるわけではない。むしろ精神は穏やかで、いつもニコニコしている。その愛らしい姿が一部のマスコミに報道されてイートンをペットとして飼う愚か者が増えた。その後、多くの飼い主が行方不明となって社会問題に発展。肉は少々臭みがあり美味とはいえない。アルビノ（先天性白皮症）のイートンは、空を飛ぶとも言われ、インディオたちからは、「神のとぼけ顔」と呼ばれている。その腹の中におさまったものは、迷うことなく天国にいけると信じられている。
なお、ステインは卵を拾った後、大切に育てたが、イートンに食べられそうになった際、直接的な描写はないが、やむなく殺して食べた。
着物美人（KIMONO BEAUTY）
第三話「肖像画」に登場。ステインが拾ってきた美人画。その絵の美人にステインは懸想し、妄想をする。パルバンは親切のつもりで美人の隣にステインを描き込んだが、逆にステインは絵の自分に嫉妬して切り取ろうとする。その時突風が吹き、美人画は空の彼方へ飛ばされてしまった。
極楽鳥（HEVENLY BIRD）
第四話「極楽鳥」に登場。籠入り状態でステインのもとに転がり込む。ステインは彼を食べようとしたが、追いかける際に転落した所を助けられ友情を感じた。しかしその冬の寒さに耐えられず倒れてしまう。ステインはせめて故郷の南国を最後に見てもらおうと南国を見立てたハリボテを作り、南国風の音楽を流した。そのハリボテをみて故郷を思い出しながら凍死、ステインは涙ながらに食べた。成仏し、その魂は子ども達の元に帰ったらしい。
ちび鳥 兄（OLDER LITTLE BIRD）
第四話「極楽鳥」に登場。極楽鳥の小鳥。見た目には兄と弟の区別がつきにくいが、よく観察してみると魚を三匹以上食べている方が兄である。弟は小さいから、まだ三匹までしか食べることができない。性格は、弟と比べるとせっかち。お調子者で、はめを外して失敗することが多々ある。一つのことに興味を持つとしつこいぐらいに探求することから、好奇心旺盛と思われる。人見知りしない。
ちび鳥 弟（YOUNGER LITTLE BIRD）
第四話「極楽鳥」に登場。極楽鳥の小鳥。兄と比較して、まだ三匹までしか食べることができない。おっとりした性格で、始終ニコニコしている。マイペースで自分のやりたいことしか興味がない。お母さん鳥のことが一番好きで別格においている。残ったお父さん鳥とお兄さん鳥を比較して、自分はどちらが好きなのか真剣に考えている。将来の夢は、島で一番大きな極楽鳥になること。
ラジオボーイ（RADIO BOY）
第六話「カセットテープ」に登場。ガラクタ通りに捨てられたカセットテープがセットされた、ラジカセを胴体としてステインが作った人形のつくも神。
DVD特典のキャラ紹介によるとそのテープはアラン・メランという売れない老人ダンサーの持ち物であるらしい。
ラジオガール（RADIO GIRL）
第六話「カセットテープ」に登場。ラジオボーイのパートナーとしてステインが新たに作ったラジカセ人形（延々踊り続けるラジオボーイに、生身のステインたちでは付いていけないため）。ボーイのテープをダビングしたものがセットされている。
仔猫（LOST KITTEN）
第七話「双眼鏡」に登場。ガラクタ通りに迷い込んだ仔猫。パルバンは、捨て猫だと思って面倒を見ていたが、実はトーマゾ・ゴッティと言うマフィアの関係者の飼い猫で多額の賞金をかけられていた。
その後、賞金を狙っていた賞金稼ぎ達によってパルバンは暴行され、仔猫は無理やりゴッティの元に返されるが、他の飼い猫達と幸せに暮した。
(なおその際、仔猫はパルバンが首輪トカゲをおどかした時の物真似をしておりこれを知って激怒したゴッディによって賞金稼ぎ達は報復を受けた模様。)
ロボットS1-T3（S1-T3）
第八話「リモコンロボット」に登場。
ステインの命令でコントローラーの通りに動き回ることを良しとせず、空を飛ぶことを夢想しいろいろ手を尽くすが、最後は諦めて元に戻った。
第十四話ではステインの住処屋上からリファの部屋のベランダへ、腕を飛ばしてロープを張る。
自由な鳥（FREE BIRD）
第八話「リモコンロボット」に登場。ロボットS1-T3の憧れ。
ステファニー（STEFANY）
第九話「毛糸」に登場。女の子。6歳。
パン屋を経営している両親は忙しくて、ステファニーはあまりかまってもらえない。そのせいで、大のお婆ちゃん子になってしまった。接している時間が長いせいか、おっとりした性格がお婆ちゃんと似ている。あの日は、近所のお婆ちゃん家に遊びに行ったのだが、留守だったために黒猫を見つけて一人で遊んでいた。そうするうちに、ガラクタ通りへと迷い込んでしまった。
手袋（GLOVE）
第九話「毛糸」に登場。ステファニーがお婆ちゃんからもらった手袋だが、もともとは、ステファニーの兄、スミスのためにお婆ちゃんが編んでいたもの。しかし、兄のスミスが6歳の時に交通事故で死んでしまい、お婆ちゃんは、渡すことの出来なかった編みかけの手袋を、引き出しの奥にしまって忘れてしまった。やがて3年の月日が流れ、スミスへの思い出の品を整理できるようになったお婆ちゃんが、手袋が編みかけのままであることも思い出して、今年の冬が来る前に完成させた。それをスミスと同じ歳になった、ステファニーにプレゼントした。そして、妹のステファニーがガラクタ通りで迷い始めたとき、赤い手袋は生命を宿した。
仔猫2（LOST KITTEN）
第九話「毛糸」に登場。第七話「双眼鏡」に登場した仔猫と違い黒猫。動く物に興味津々。
ロメリア（LOMERIA）　夢のロメリア（LOMERIA IN THE DREAM）
第十話「種子」に登場。ステインが拾ってきた種子から生えた植物。美しい花を咲かせた。ステインの夢の中ではその花は人間の少女のような容姿をしている。最後は宇宙船の墜落に巻き込まれて重傷を負ったステインに自分の実を与えて枯れたが、種子が新しいロメリアとなってステインの頭から生えた。
宇宙船（MONSTER SHIP）
第十話「種子」に登場。ガラクタ通りの上空に突如飛来した。
タイニー（TINY）　タイニーお父さん（TINY'S DADDY）
第十二話「釣り竿」に登場。井戸に住み着く大魚で、タイニーお父さんを釣り上げ食べてしまったことに罪悪感を抱いたステインがタイニーを育てていく。
赤ちゃん（BABY）
第十三話「人間」に登場。ステインが他者への関心と世俗への興味を取り戻すきっかけを作る。捨て子らしい。ステインの食事の与え方が原因で命を落としかけた際、蝶々が口から飛び出してしまい仮死状態になってしまう。飛び出してしまった蝶々は警官に踏み潰されてしまうが、警官と格闘し傷ついたステインが自らの蝶々を与えたことで復活。以後はステインとパルバンが世話を焼いている。
蝶々（SPIRIT）
第十三話「人間」に登場。人の魂の象徴。これが口から抜け出すと抜け出した器たる者は仮死状態となってしまう。器たる者が本来持っている生命力の強さによってその輝きに差がある。最も生命力に満ち溢れている場合は金色となる。
警官（POLICE MAN）
第十三話「人間」に登場。良くも悪くもリアル的な警官。職務に忠実なあまり赤ん坊のために盗みを働いたと思われるステインを追ってパトカーごと路地裏に乗り込んでくる。赤ん坊から抜け出した蝶々が纏わり付いてきたのを煩がり踏み潰してしまい、ステインと格闘の末、持っていた拳銃で重傷を負わせる。最後は自らの蝶々を赤ん坊に与えたステインの身体に押しつぶされ、自らの蝶々をパルバンの手によってステインに与えられてしまい、消息不明となる。帽子はパルバンが引き取った。
リファ（LIFA）
第十四話〜エピローグ〜「ハーモニカ」に登場。ステインが外の世界と共に興味を持つことになる。スタイルのことを気にするなどごく普通の女性であったが、格好いいステインと普通のステインに関わることでそれらにこだわらない物の見方も出来るようになり、最終的には普通のステインを選ぶ。
スマイリー（SMILY BIRD）
第十四話〜エピローグ〜「ハーモニカ」に登場。ピンク色の小鳥。ステインからリファへのラブレター配達を頼まれる。最初は手紙を背負うと風に流されるほど非力だったが、ステインの特訓によって人間を投げ飛ばす力と、飛んで来る多数の小石をかわす身のこなしを得た。なお、リファは手紙をスマイリー自身の気持ちと誤解してペットにする。
ふくろう?
DVDのみに収録されているエピローグ「創造者」(監督はアニメ制作スタッフのあだちひろしが担当)に登場した謎の生き物。ふくろうに似ているが嘴がない。
ガラクタ通りの世界に現れ、ガラクタ通りを探訪するが直後にステインたちに捕えられて食べられてしまった。なお、題名の『創造者』とはこの生物のことではないらしい。

## スタッフ
- 原作・監督・脚本 - 増田龍治
- キャラクターデザイン・美術設定 - 増田若子
- 音楽 - めいなCo.

## 主題歌
エンディングテーマ「タンデム」（第1話 - 第13話）
歌 - HALCALI
エンディングテーマ「ギリギリサーフライダー」（第14話）
歌 - HALCALI

## 各話リスト
| 話数 | サブタイトル       |    | 話数                 | サブタイトル |
| ---- | ------------------ | -- | -------------------- | ------------ |
| 1    | 「卵」             | 8  | 「リモコンロボット」 |              |
| 2    | 「冷蔵庫」         | 9  | 「毛糸」             |              |
| 3    | 「肖像画」         | 10 | 「種子」             |              |
| 4    | 「極楽鳥」         | 11 | 「粘土」             |              |
| 5    | 「クレヨン」       | 12 | 「釣り竿」           |              |
| 6    | 「カセットテープ」 | 13 | 「人間」             |              |
| 7    | 「双眼鏡」         | 14 | 「ハーモニカ」       |              |

## 受賞歴など
- 第8回釜山国際映画祭正式出品
- 第53回メルボルン国際映画祭 国際ショートフィルムコンペ部門正式出品
- 平成15年度（第7回）文化庁メディア芸術祭アニメーション部門　優秀賞受賞[1]

## 関連商品

### 漫画
月刊マガジンZに連載。内容は完全にポピーザぱフォーマーの系統を継承したブラックユーモアとなっている。